# Tomé Abduch
Tomé Abduch (São Paulo, 19 de junho de 1975) é um  político brasileiro, filiado ao Republicanos. Nas eleições de 2022, foi eleito deputado estadual por São Paulo com 221.656 votos (0,95% dos votos válidos).

## Televisão
Começou a carreira televisiva atuando como comentarista político, primeiramente ao lado de Gabriela Prioli com intervenções de Reinaldo Gottino no quadro "O Grande Debate", do telejornal CNN Novo Dia da CNN Brasil. Em maio de 2021, o integrante do programa Pânico, André Marinho e o comentarista político Tomé Abduch trocaram socos durante uma transmissão, após divergências quanto à continuidade do apoio de ambos ao então presidente Jair Bolsonaro. Ajudou organizar o Movimento Nas Ruas, fundado em julho de 2011 que tem por objetivo o combate a corrupção e impunidade. Sua fundadora é a atual deputada federal Carla Zambelli.